# Ilya Perfilyev
Ilya Perfilyev (Perfiryev) (em russo:  Илья Перфильев (Перфирьев)), foi um explorador russo, navegante polar  e fundador de Verkhoyansk. No verão de 1633 conduziu um grupo, constituído de pessoas industriais, de comerciantes e de cossacos de Ienissei e Tobolsk. Em 1634 descobriu o rio Yana e a planície Yana-Indigirka.